# Vittorio Sandalli

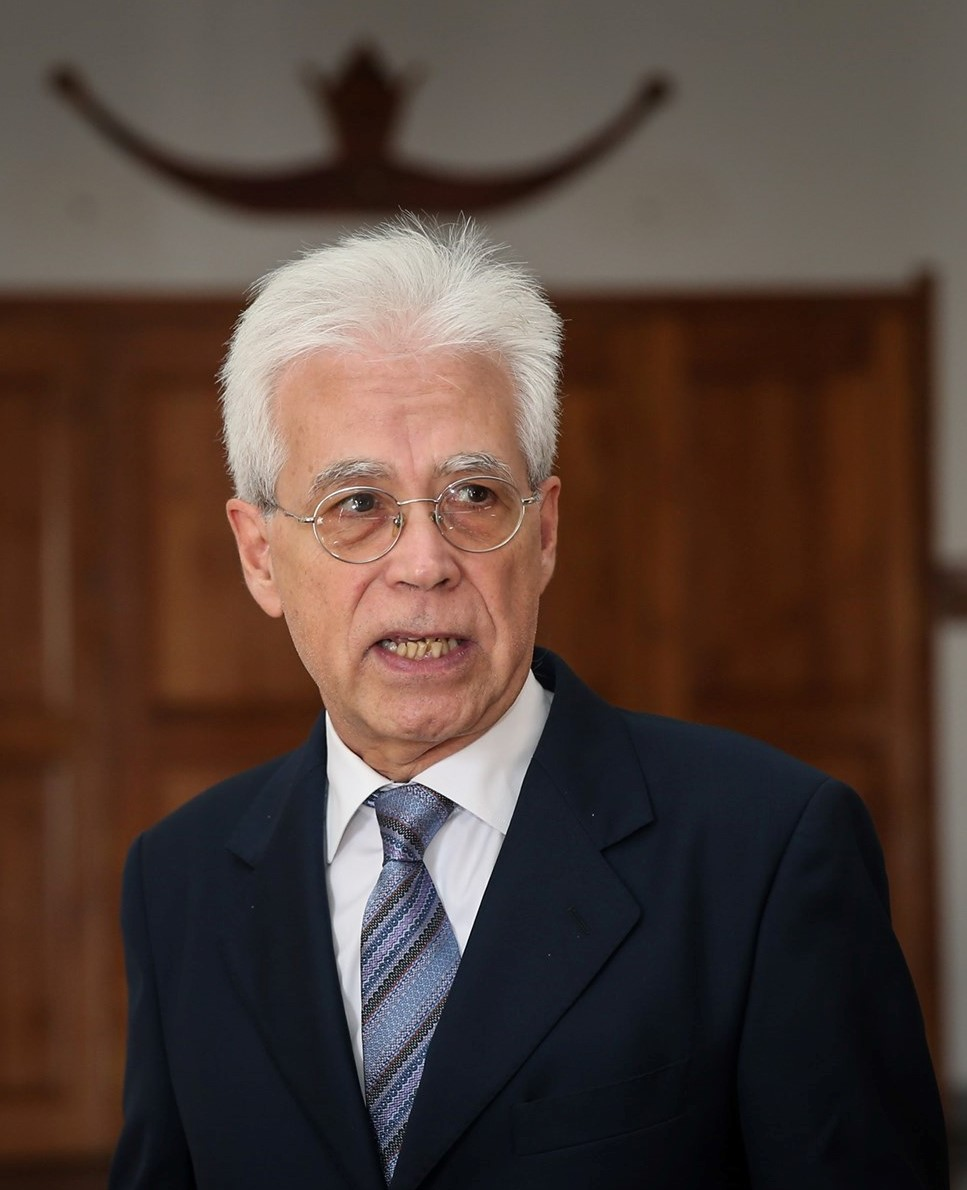
Vittorio Sandalli (2020)

Vittorio Sandalli (* 1957 in Rom) ist ein italienischer Diplomat.

## Werdegang
1977 wurde Sandalli Offizier der italienischen Luftwaffe, bei der er während seines Dienstes in Italien und im Ausland bis in den Rang eines Hauptmanns befördert wurde. Nach einem Jura-Abschluss an der Universität La Sapienza 1985 schloss Sandalli sich 1990 dem auswärtigen Dienst an, wo er zunächst im Außenministerium im Generaldirektorat für Management und ICT und im Generaldirektorat für Personalwesen arbeitete. Später belegte er Posten an den Botschaften in Lusaka (Sambia, von 1992 bis 1995), Ankara (Türkei, 1995–1998) und Maputo (Mosambik, 1998–2000). Zurück in Rom wurde Sandalli Chef des Büros III des Generaldirektorats für Personalwesen. 2003 folgte die Ernennung zum Generalkonsul in Johannesburg (Südafrika) und schließlich von 2007 bis 2011 besetzte er das Amt des italienischen Botschafters in Tiflis (Georgien).
Wieder in Rom war Sandalli stellvertretender Direktor für die Internationalisierung des Landessystems und territorialer Autonomie im Generaldirektorat für Landesförderung. Vom 16. November 2015 bis 2020 war Sandalli italienischer Botschafter in Indonesien und auch für Osttimor und die ASEAN akkreditiert. Seine Akkreditierung für Indonesien übergab Sandalli im Februar 2016.